# Lista de municípios da Área Metropolitana do Porto
Esta é uma lista de municípios da sub-região da Área Metropolitana do Porto, ordenadas alfabeticamente, por população, que foram registados nos censos de 2021, pela área e pela densidade populacional.
A sub-região da Área Metropolitana do Porto pertence à Região do Norte, que registou, através dos censos de 2021, uma população de 1.737.395 habitantes.
| Município | Município                   | População (2021) | Área (km2) | Densidade populacional |
| --------- | --------------------------- | ---------------- | ---------- | ---------------------- |
|           | Vila Nova de Gaia           | 304 149          | 168,46     | 1 805                  |
|           | Porto                       | 231 962          | 41,42      | 5 600                  |
|           | Matosinhos                  | 172 669          | 62,42      | 2 766                  |
|           | Gondomar                    | 164 255          | 131,86     | 1 245                  |
|           | Santa Maria da Feira        | 136 720          | 213,45     | 640                    |
|           | Maia                        | 134 959          | 82,99      | 1 626                  |
|           | Valongo                     | 94 795           | 75,12      | 1 261                  |
|           | Paredes                     | 84 414           | 156,76     | 536                    |
|           | Vila do Conde               | 80 921           | 149,03     | 543                    |
|           | Santo Tirso                 | 67 785           | 136,60     | 496                    |
|           | Oliveira de Azeméis         | 66 212           | 161,10     | 411                    |
|           | Póvoa de Varzim             | 64 320           | 82,21      | 782                    |
|           | Trofa                       | 38 612           | 72,02      | 541                    |
|           | Espinho                     | 31 027           | 21,06      | 1 509                  |
|           | São João da Madeira         | 22 162           | 7,94       | 2 770                  |
|           | Vale de Cambra              | 21 279           | 147,33     | 144                    |
|           | Arouca                      | 21 154           | 329,11     | 68                     |
|           | Área Metropolitana do Porto | 1 737 295        | 2 040      | 844                    |

1. ↑  INE (2021). «Habitantes AMP»